# Thiania formosissima
Thiania formosissima là một loài nhện trong họ Salticidae.
Loài này thuộc chi Thiania. Thiania formosissima được Tord Tamerlan Teodor Thorell miêu tả năm 1890.